# Salaš (Uherské Hradiště)
Salaš é uma comuna checa localizada na região de Zlín, distrito de Uherské Hradiště.